# Carlo Maria Polvani
Carlo Maria Polvani (Milão, 28 de julho de 1965) é um prelado italiano da Igreja Católica, desde 2025 é o secretário do Dicastério para a Cultura e a Educação.

## Vida
Carlo Maria Polvani frequentou o Istituto Leone XIII em Milão e o Collège Stanislas em Montreal. Ele então estudou bioquímica na Universidade McGill em Montreal, onde obteve o bacharelado em ciências (B.Sc.) em 1985 e o doutorado (Ph.D.) em 1990. Em 1993, Polvani completou seu Mestrado em Divindade em Teologia Católica na Boston College em Cambridge, e em 1996 recebeu sua licenciatura em Direito Canônico pela Pontifícia Universidade Gregoriana de Roma. Durante este tempo foi ex-aluno do Pontifício Seminário Lombardo.
Polvani recebeu o sacramento da ordem sagrada em 14 de fevereiro de 1998, pelo Cardeal Arcbeispo Carlo Maria Martini. Frequentou então a Pontifícia Academia Eclesiástica. Em julho de 1999, Carlo Maria Polvani ingressou no serviço diplomático da Santa Sé e foi colocado na Nunciatura Apostólica no México. A partir de 2001 trabalhou na Secretaria de Estado da Santa Sé como chefe dos escritórios de informação e tecnologia e como representante da Santa Sé no Comitê Consultivo Governamental da Corporação da Internet para Atribuição de Nomes e Números (ICANN). Em 2013 recebeu o título honorário de Prelado Honorário Papal . Em 2015, Polvani também se tornou membro da Comissão para a Reforma da Mídia do Vaticano.
Em 26 de julho de 2019, o Papa Francisco nomeou-o subsecretário associado do Pontifício Conselho para a Cultura. Após sua dissolução em 5 de junho de 2022, Polvani trabalhou como subsecretário do Dicastério para a Cultura e a Educação. Em 12 de janeiro de 2025, o Papa Francisco nomeou-o arcebispo titular de Regiae e secretário do Dicastério para a Cultura e a Educação.
Recebeu a ordenação episcopal em 14 de fevereiro seguinte, na Igreja de San Damaso, do cardeal José Tolentino de Mendonça, prefeito do Dicastério para a Cultura e a Educação, coadjuvado pelo cardeal Giuseppe Bertello, prefeito emérito do Pontifício Conselho para a Cultura e por Paul Desmond Tighe, subsecretário da Seção Cultural do Dicastério para a Cultura e a Educação.